# Nazionale femminile di hockey su pista del Sudafrica
La nazionale di hockey su pista femminile del Sudafrica è la selezione femminile di hockey su pista che rappresenta il Sudafrica in ambito internazionale.

Attiva dal 1992, opera sotto la giurisdizione della Federazione di pattinaggio del Sudafrica.

## Risultati

### Campionato del mondo
| Edizione | Sede/i            | Piazzamento      | G  | V | N | P  |      |
| 1992     | Springe           | 11º posto        | 11 | 1 | 0 | 10 | Rosa |
| 1994     | Tavira            | 14º posto        | 8  | 2 | 0 | 6  | Rosa |
| 1996     | Sertãozinho       | 8º posto         | 7  | 1 | 0 | 6  | Rosa |
| 1998     | Buenos Aires      | 14º posto        | 5  | 0 | 0 | 5  | Rosa |
| 2000     | Marl              | Non partecipante | -  | - | - | -  | n.d. |
| 2002     | Paços de Ferreira | 15º posto        | 6  | 1 | 0 | 5  | Rosa |
| 2004     | Wuppertal         | Non partecipante | -  | - | - | -  | n.d. |
| 2006     | Santiago del Cile | 14º posto        | 6  | 1 | 0 | 5  | Rosa |
| 2008     | Honjō             | 11º posto        | 5  | 1 | 0 | 4  | Rosa |
| 2010     | Alcobendas        | 14º posto        | 6  | 1 | 0 | 5  | Rosa |
| 2012     | Recife            | Non partecipante | -  | - | - | -  | n.d. |
| 2014     | Tourcoing         | 13º posto        | 6  | 1 | 0 | 5  | Rosa |